# Extensible Configuration Checklist Description Format
 (juillet 2021).
Le XCCDF (en français Format de Description de liste de Contrôle de Configuration Extensible) est un format XML spécifiant des listes de contrôle de sécurité, de références et de documentation de configuration. Le développement du XCCDF est porté par le NIST, la NSA, la MITRE Corporation et le département américain de la Sécurité intérieure . XCCDF est destiné à remplacer la documentation d'analyse et de renforcement de la sécurité écrite en prose. XCCDF est utilisé par le Security Content Automation Protocol .